# ロバート・クラフト (アメリカンフットボール)

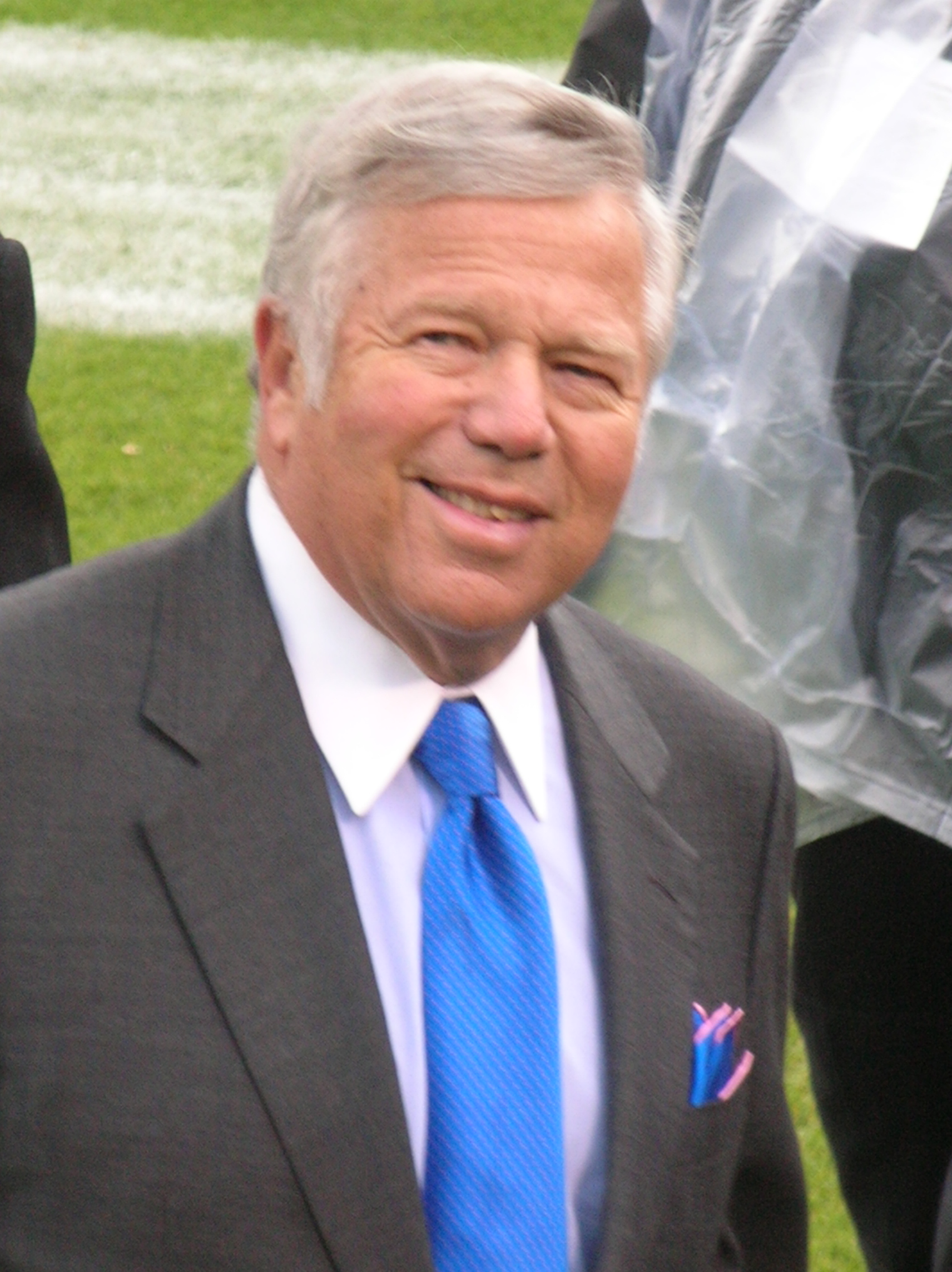
2008年12月14日のクラフト

ロバート・ケネス・クラフト（英語: Robert Kenneth Kraft、1941年6月5日 - ）は、アメリカ合衆国マサチューセッツ州ブルックライン出身の実業家で億万長者。NFLのニューイングランド・ペイトリオッツ、MLSのニューイングランド・レボリューション、ジレット・スタジアムのオーナーである。
クラフトが購入するまで34年間で6回しかプレーオフに出場したことのなかった（第20回スーパーボウル出場）ペイトリオッツは、20年間で15回プレーオフに出場、AFC東地区で1996年、1997年、2001年、2003年、2004年、2005年、2006年、2007年、2009年、2010年、2011年、2012年、2013年、2014年、2015年、2016年と地区優勝、スーパーボウルに7回出場し、5回優勝している。

## 経歴
父親はボストンのチャイナタウンの仕立屋であった。1956年に高校を卒業、1960年にコロンビア大学を卒業した。1965年にハーバード・ビジネス・スクールでMBAを修得した。
紙及び紙製品会社を起業した。
ニューイングランド・ペイトリオッツがAFLに所属していたとき（当初はボストン・ペイトリオッツ）からのファンで、1971年にチームがシーファー・スタジアム（フォックスボロ・スタジアム）に移転した時からチームのシーズンチケットホルダーとなった。
1985年にフォックスボロ・スタジアムの周辺を購入し始めた。
1988年にフォックスボロ・スタジアムを2500万ドルで購入した。この購入価格には、ペイトリオッツとのスタジアムのリース契約の権利も含まれた。
1992年、ペイトリオッツのビクター・キアムオーナーが破産し、セントルイスの実業家、ジェームズ・オースヴァインがペイトリオッツを手に入れた。その後2年間、オースヴァインは1988年にセントルイス・カージナルスがアリゾナ州に移転してNFLチームの無くなったセントルイスへの移転を目論んだ。
1994年にオースヴァインからペイトリオッツのフォックスボロ・スタジアムとのリース契約の残り分を7500万ドルで買い取る提案がクラフトに対してなされた。クラフトはこの提案を拒否し、当時NFLチームの中では資産価値が最低レベルであったペイトリオッツをNFLクラブチームの購入価格としては、当時史上最高額となる1億7200万ドルで購入することを提案、ペイトリオッツを手に入れた。この購入が同年2月にNFLに承認された後、チーム創設以来34年間で一度もソールドアウトしたことのなかった、6000席のシーズンチケットが完売となり、それ以降のすべてのレギュラーシーズン、ポストシーズン、プレシーズンの試合のチケットは完売となっている。同年ペイトリオッツはシーズン終盤に7連勝し、1986年以来8年ぶりのプレーオフに出場を果たした。
彼が購入する前の1989年から1993年までの5年間、ペイトリオッツは19勝61敗（勝率.238）と低迷していた。
1994 FIFAワールドカップでフォックスボロ・スタジアムは会場となったが、1995年にニューイングランド・レボリューションを創設、同チームは1996年よりメジャーリーグサッカーに加入した。同チームは2002年から2007年までの6年間で4回MLSカップに進出した。
チームを購入して3シーズン目の1996年に初のスーパーボウル進出を果たしたがグリーンベイ・パッカーズに敗れた（第31回スーパーボウル）。
老朽化の著しいスタジアムの代わりに新スタジアムの建設を模索し、クラフトはボストンやロードアイランド州の当局と交渉したが、いずれも決裂。次にコネチカット州と会談し、同州ハートフォードに新スタジアムを建設することで合意に達したが、NFL機構や他方から横槍が入ったため撤回せざるを得なくなった。
その後クラフトは、フォックスボロ・スタジアムに隣接した国道1号線（Route 1）沿いの土地に新スタジアムを建設することにした。1999年12月6日、フォックスボロ町は建設計画を承認、2000年3月24日に起工、2002年5月11日にスタジアムはニューイングランド・レボリューションの試合で開場となった。
2000年にビル・ベリチックヘッドコーチが就任、2001年シーズン、第36回スーパーボウルでセントルイス・ラムズを破ってスーパーボウル初制覇を果たした。2003年シーズンの第38回スーパーボウルでカロライナ・パンサーズを破り2度目の優勝を果たした。クラフトの自宅で行われたプライベートディナーで、選手・コーチたちはスーパーボウルリングを受け取った。

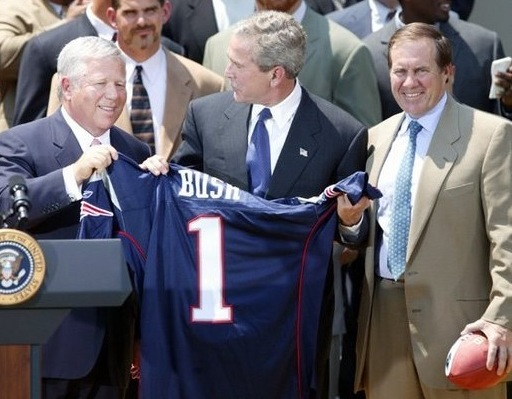
2004年5月10日にホワイトハウスをチームとともに訪問し、ジョージ・W・ブッシュアメリカ合衆国大統領にユニフォームを渡すクラフトオーナー、右はビル・ベリチックヘッドコーチ

2004年シーズンの第39回スーパーボウルでフィラデルフィア・イーグルスを破り、スーパーボウルを連覇、4年間で3回のスーパーボウルに優勝、ペイトリオッツの黄金時代を築いた。
2005年11月、プレミアリーグのリヴァプールFCと会談、UEFAチャンピオンズリーグ 2004-05で優勝した同チームの購入に興味を示した。
NCAAから2006年のセオドア・ルーズベルト賞受賞者に選ばれた。
2007年、ジレット・スタジアム周辺に3億7500万ドルをかけて、ペイトリオット・プレイスと呼ばれるショッピングセンターを開発することを発表した。
2007年、ペイトリオッツは1978年にNFLのレギュラーシーズンが16試合制になって以来初めて16戦全勝、第42回スーパーボウルに進出したが、ニューヨーク・ジャイアンツに敗れて1972年（第7回スーパーボウル）のマイアミ・ドルフィンズ以来となるパーフェクトシーズンを逃した。
2009年5月2日、チベット仏教最高指導者のダライ・ラマ14世にジレット・スタジアムを無償で貸し出した。1万5935人が集まったこのイベントの収益金、44万ドルはボストンにあるチベット遺産センターに寄付された。
2010年12月、「スポーツ・ビジネス・ジャーナル」より、スポーツビジネスにおける最も影響力のある50人ランキングの10位となった。
2011年シーズン開幕前のNFL選手会とのオーナーグループとの労使交渉では労使・放送委員会のメンバーを務め、オーナー側のロックアウトから4ヶ月後の同年7月25日に合意された新労使協定締結の功労者となった。インディアナポリス・コルツのジェフ・サタデーは、「彼の存在なくして新労使協定は締結できなかった。彼はフットボールを救った。」と語った。同年7月20日に48年間連れ添ったマイラ夫人をがんで亡くした。同年、ペイトリオッツはマイラ夫人のイニシャルであるMHKというワッペンをつけて戦った。翌2012年1月20日、記者会見でマイラ夫人を亡くした辛い時にペイトリオッツが自分を支えてくれたと語り、元選手のドリュー・ブレッドソーにも感謝を述べた。第46回スーパーボウルに進出したが、4年前と同様、ニューヨーク・ジャイアンツに敗れた。2011年10月、アメリカ芸術科学アカデミーに推薦されている。
2012年、6月18日、プロフットボール記者会より困難な状況を乗り越えて成功を手にした選手、コーチ、スタッフに贈られるジョージ・ハラス・アワードに選出された。イギリスのスポーツテレビ局Sky Sportsの取材に対して、ロンドンにNFLがフランチャイズを持つべきだと語った。この年9月27日、プロフットボール殿堂入り候補者にノミネートされた。2012年アメリカ合衆国大統領選挙では元マサチューセッツ州知事のミット・ロムニーの共和党ではなく、バラク・オバマの民主党に1万7900ドルを献金した。
2013年に起こったボストンマラソン爆弾テロ事件の被害者支援に10万ドルを寄付した。同年、第一級殺人容疑で逮捕されたアーロン・ヘルナンデスを解雇、彼のレプリカジャージを持っているファンに、他の選手のレプリカジャージとの無償交換を行い、2500着のジャージが交換された。同年6月15日付けのニューヨーク・ポストの報道で、カーネギー・ホール主催のメダル授賞式で、2005年1月にウラジーミル・プーチンにスーパーボウルリングを見せたところ返してもらえなかったと語った。なお2005年当時は、プーチンにプレゼントしたと声明を出していた。その後、ペイトリオッツの広報は、この発言はジョークだと説明した。
2014年2月、同性愛者だと告白したミズーリ大学のドラフト候補生DEマイケル・サムについて、「勝利に貢献できるのであれば、民族的背景、人種的背景、性別の好みは気にせず歓迎する。」と発言した。
2015年シーズン、チームはカンファレンス・チャンピオンシップに5年連続で勝ち上がったが、このシーズンで引退したペイトン・マニング率いるデンバー・ブロンコスに敗れシーズンが終了した。